# Musequin

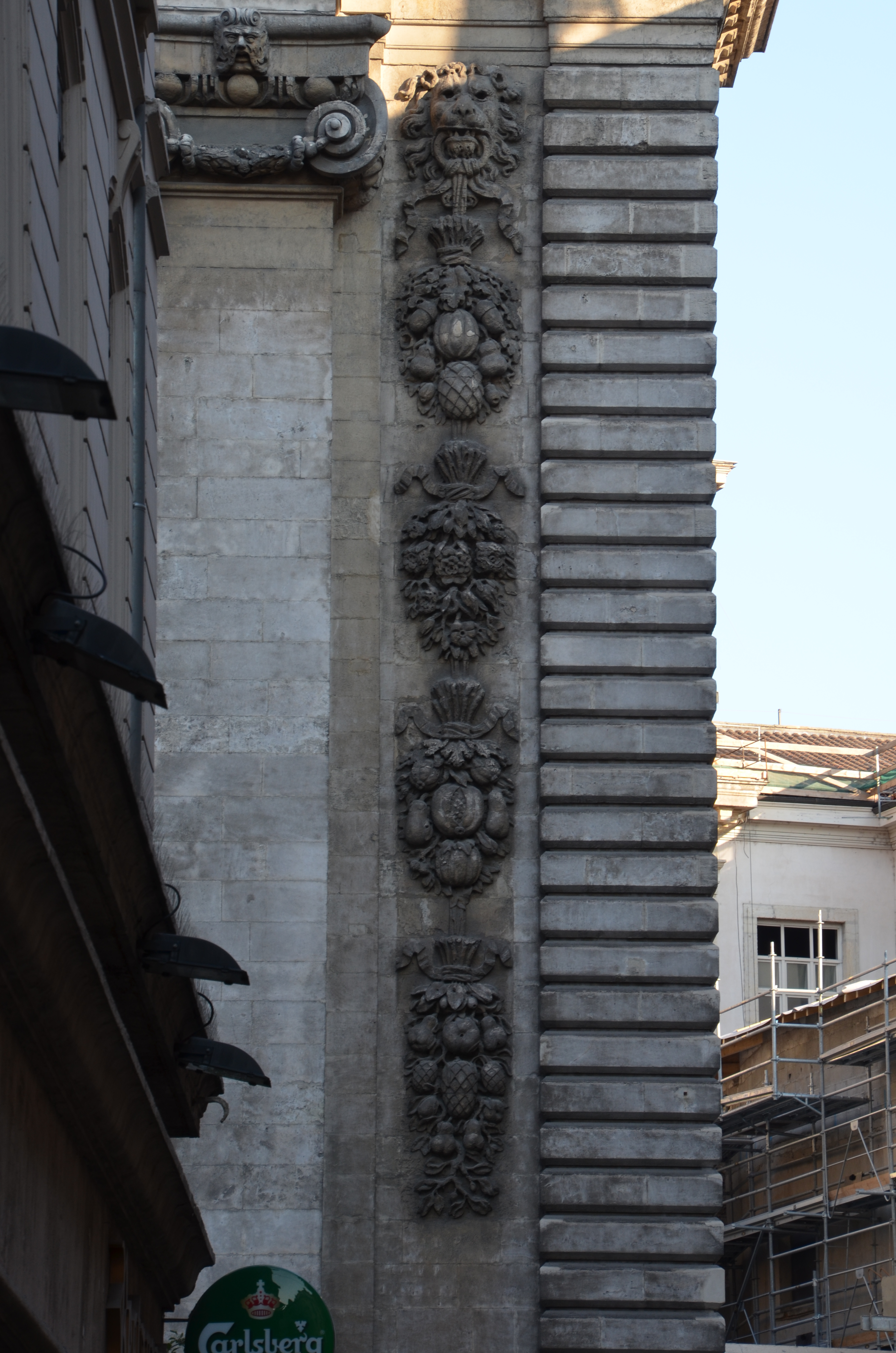
Un musequin vomissant une chute de fruits, façade de la chapelle de l'Hôtel-Dieu de Lyon, France.

Un musequin, en architecture, est un ornement, un mufle ou masque de lion.